# Bihastina papuensis
Bihastina papuensis är en fjärilsart som beskrevs av W. Warren 1906. Bihastina papuensis ingår i släktet Bihastina och familjen mätare. Inga underarter finns listade i Catalogue of Life.